# Предацо
Преда̀цо (на италиански: Predazzo, на местен диалект: Pardac, Пардак) е малко градче и община в Северна Италия, автономна провинция Тренто, автономен регион Трентино-Южен Тирол. Разположено е на 1018 m надморска височина. Населението на общината е 4534 души (към 2015 г.).